# 명계

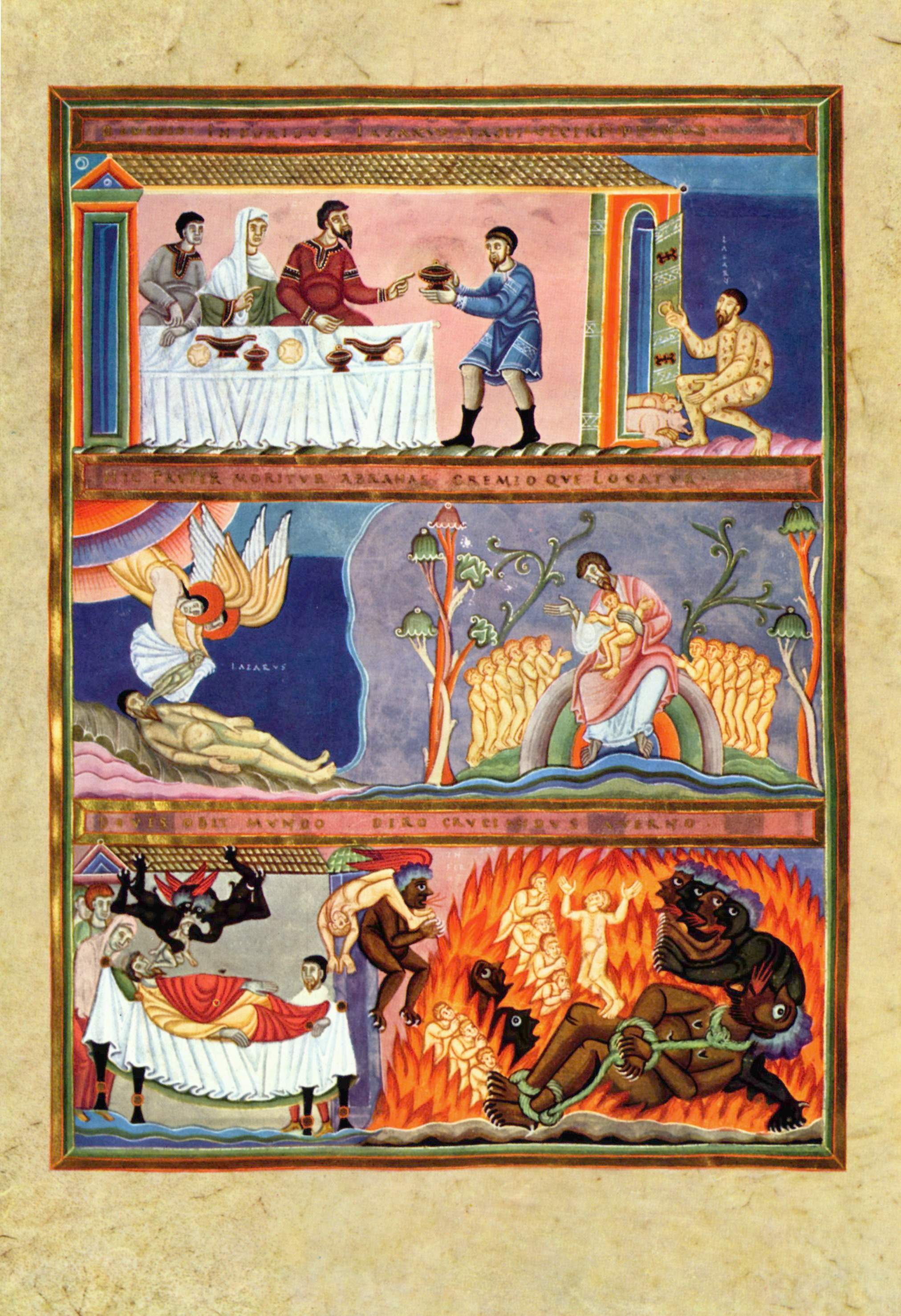

명계(冥界) 또는 저승, 저세상(underworld)은 대부분의 종교와 신화에서 나타나는 개념으로, 세계 표면의 아래 또는 깊은 지하의 영역으로 간주된다. 일반적으로 영혼이 이제 막 떠나 머무르는 장소, 곧 죽음의 영역인 내세를 가리킨다. 한국에서는 저승이라 불렀고, 한자어의 영향을 받아 황천, 구천, 하계, 지하 등으로도 불렸다. 땅 속을 가리키는 지하의 다른 말은 저승을 뜻하는 중복의 의미로도 사용되었다.

## 종류
- 켈트 신화: 안운, 마그 멜, 티르 나 노그
- 일본 신화: 황천
- 메소포타미아 신화: 이르칼라
- 한국 신화: 지옥
- 중국 신화: 음간(陰間)은 지옥같이 꼭 부정적이지만은 않은 지하 세계이다.
- 슬라브 신화: 페클로
- 오로모 신화: 에케라
- 인도 신화: 나라카(야마로카), 파탈라
- 마야 신화: 시발바
- 아즈텍 신화: 믹틀란
- 와가와가 신화: 히요요아
- 그리스 로마 신화 : 타르타로스

## 같이 보기
- 세계수 - 하늘과 땅, 지하 세계를 연결하는 나무